# Geodena ansorgei
Geodena ansorgei es una especie de polilla de la familia Geometridae, descrita por primera vez por William Warren en 1899, con distribución en Ruanda, Camerún y Uganda. Tiene gran parecido con otra especie de Uganda, Geodena funesta, ambos distribuidos en la misma localidad de Entebbe.